# 豚骨料理

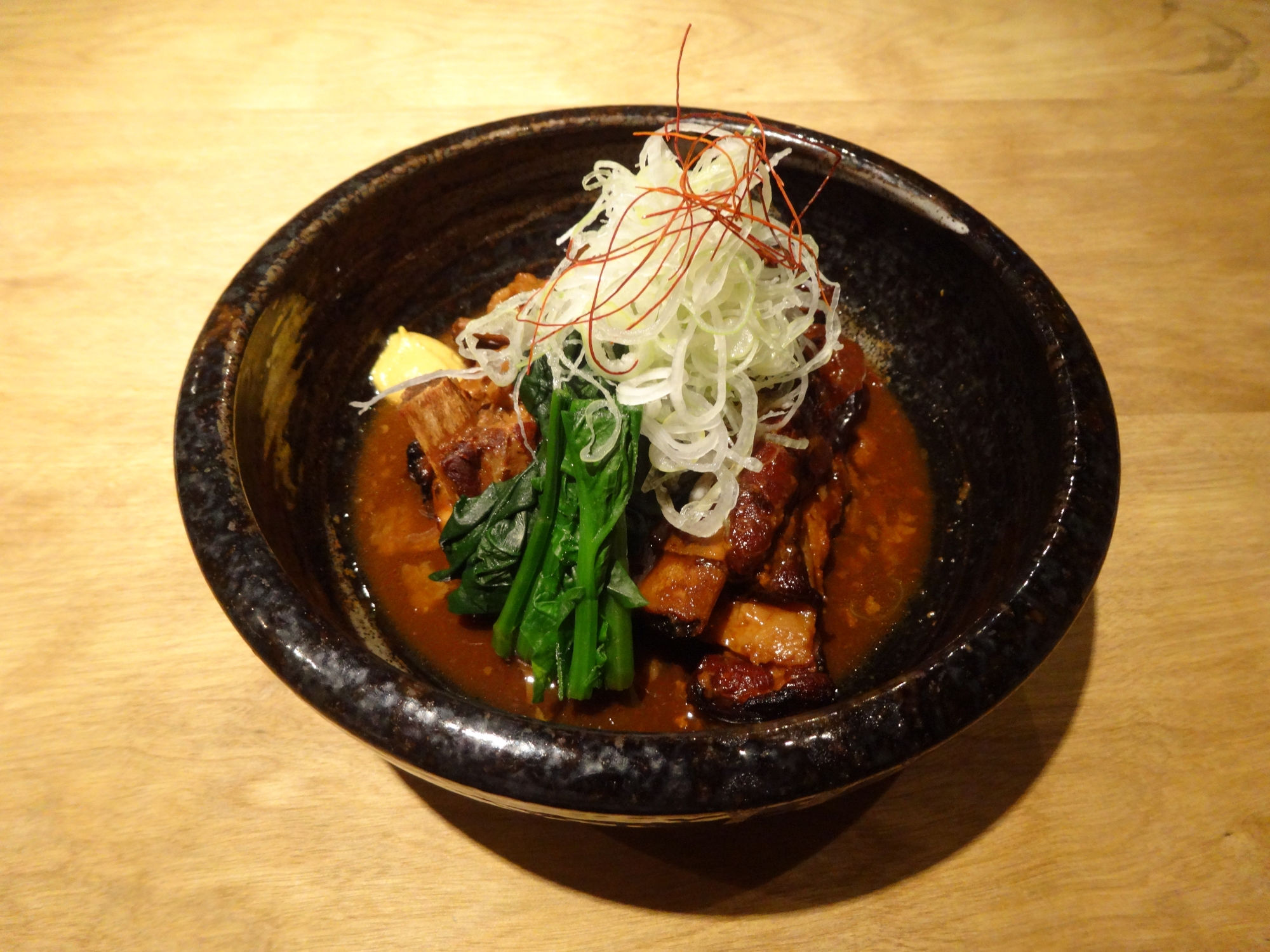
鹿児島黒豚のとんこつ（豚骨料理の一例）

豚骨料理（とんこつりょうり）は、鹿児島県で作られる郷土料理の一つ。鹿児島市を中心に、県内各地で食される。単に豚骨、とんこつとも呼ばれる。

## 概要
豚の骨付きあばら肉を焼き、芋焼酎で炒りつけて、コンニャクやダイコンなどの野菜と共に麦味噌、黒砂糖で煮こんだ料理である。焼酎は豚肉の臭み消しと共に豚肉にうま味を与えるのに役立っている。麦味噌を使うのは、かつての鹿児島では米が貴重であったため麦味噌が主流だったというのもあるが、料理を甘くすることが客人へのもてなしの心でもあるとの考え方から、麦麴の割合が高く甘い麦味噌に砂糖を加えてさらに甘味を付けていた。
薩摩武士が狩場や戦場などで作っていた野外料理がはじまりとされる。
今日では家庭でも作られ、特に時期を定めずに食されており、学校給食としても提供されている。家庭料理でもあるため、細かい味付けや材料は各家庭ごとに異なる。
西郷隆盛の好物でもあったと伝えられている。
大久保利通のひ孫に当たる作家・英文学者の吉田健一は『私の食物誌』（中公文庫ほか）で「武骨に見え、繊細な料理」と紹介している。